# Phrynosaura
Phrynosaura este un gen de șopârle din familia Tropiduridae.

Cladograma conform Catalogue of Life:
| Phrynosaura | \| \| Phrynosaura audituvelata \| \| \| \| \| \| Phrynosaura manueli \| \| \| \| \| \| Phrynosaura torresi \| \| \| \| |
|             | \| \| Phrynosaura audituvelata \| \| \| \| \| \| Phrynosaura manueli \| \| \| \| \| \| Phrynosaura torresi \| \| \| \| |
|             | Ctenoblepharys |
|             | |
|             | Leiocephalus |
|             | |
|             | Liolaemus |
|             | |
|             | Microlophus |
|             | |
|             | Phymaturus |
|             | |
|             | Plica |
|             | |
|             | Stenocercus |
|             | |
|             | Tropidurus |
|             | |
|             | Uracentron |
|             | |
|             | Uranoscodon |
|             | |
|             | Phrynosaura audituvelata                                                                                               |
|             | |
|             | Phrynosaura manueli |
|             | |
|             | Phrynosaura torresi |
|             | |

|  | Phrynosaura audituvelata |
|  |                          |
|  | Phrynosaura manueli      |
|  |                          |
|  | Phrynosaura torresi      |
|  |                          |